# Roodpootpademelon
De roodpootpademelon (Thylogale stigmatica) is een zoogdier uit de familie van de kangoeroes (Macropodidae). De wetenschappelijke naam van de soort werd voor het eerst geldig gepubliceerd door John Gould in 1860. Deze soort leeft in het oosten van Australië en in zuidelijk Nieuw-Guinea.

## Uiterlijk
De roodpootpademelon heeft een lichaamslengte van 53 tot 62 cm en een staart van 32 tot 45 cm lang. Het gewicht bedraagt 4 tot 6.5 kg. Mannelijke dieren zijn over het algemeen groter dan vrouwelijke roodpootpademelons. Het is een steviggebouwd dier met een korte, stijve staart die in rust tussen de achterpoten en het onderlichaam wordt gehouden. De rug is grijsbruin van kleur, de buik en hals zijn roomwit en de flanken, kop en poten zijn roodbruin.

## Leefwijze
De roodpootpademelon is een planteneter die meestal solitair en soms in kleine groepen leeft. Deze soort is actief tijdens zowel de dag als de nacht. Overdag gaat de roodpootpademelon in het bos op zoek naar bladeren en afgevallen vruchten. 's Nachts verlaat het dier het bos om zich te voeden met gras. De roodpootpademelon gaat zelden meer dan zeventig meter van de bosrand vandaan tijdens het grazen. Bij gevaar vlucht het dier terug naar het bos. De roodpootpademelon kan tot acht jaar oud worden.

## Verspreiding
De roodpootpademelon leeft in de dichte regenwouden, eucalyptusbossen en boomsavannes van de Australische oostkust en zuidelijk Nieuw-Guinea. In Australië komt de soort voor van het noorden van het Kaap York-schiereiland in Queensland tot Tamworth en Sydney in New South Wales. In Nieuw-Guinea leeft de roodpootpademelon alleen in de savannes ten zuiden van de rivier Fly in zuidwestelijk Papoea-Nieuw-Guinea.

## Ondersoorten
Er worden vier ondersoorten onderscheiden:
- Thylogale stigmatica stigmatica (Gould, 1860) – komt voor in de Wet tropics of Queensland.
- Thylogale stigmatica coxenii (Gray, 1866) – komt voor op het Kaap York-schiereiland.
- Thylogale stigmatica oriomo (Tate & Archbold, 1935) – komt voor in zuidelijk Nieuw-Guinea, in het Trans-Fly-gebied
- Thylogale stigmatica wilcoxi (McCoy, 1866) – komt voor in zuidelijk Queensland en New South Wales.